# Joël Champetier
Pour les articles homonymes, voir Champetier.
Joël Champetier, né le 30 novembre 1957 à La Corne (Abitibi, Québec, Canada) et mort le 30 mai 2015  à St-Tite (Mauricie, Québec, Canada), est un auteur québécois de fantastique, de fantasy et de science-fiction.

## Biographie
Dans son jeune âge, Joël Champetier doit fréquemment faire des visites à l'hôpital pour sa condition asthmatique et suit son père, un chimiste minier, dans ses déménagements de l'Abitibi vers le nord de l'Ontario. Ces changements fréquents le font glisser dans la solitude mais afin de s'évader, il glisse son nez dans les livres. Ses premières influences incluent des bandes dessinées telles qu'Astérix et Bob Morane. Il devient écrivain à temps plein après avoir travaillé en électrochimie.
Il fait ses premiers pas en science-fiction et en fantastique avec la nouvelle Le chemin des fleurs publiée dans le magazine Solaris en 1981. Après la publication d'une quinzaine de nouvelles dans divers magazine et recueils, dont certaines sont traduites en anglais, il publie un premier roman pour la jeunesse intitulé La mer au fond du monde en 1990.  La taupe et le dragon, son premier roman de science-fiction pour adultes, est publié en 1991.  Il est traduit en anglais et publié aux États-Unis en 1999 chez Tor Books.  Il est aussi  publié en France : un recueil de nouvelles chez Orion et son roman de fantasy Les sources de la magie paraissent aux éditions Bragelonne en 2005.
Joël Champetier s'implique aussi grandement dans la communauté de la science-fiction et du fantastique québécois. En 1983, il est l'un des coorganisateurs du congrès Boréal, le congrès annuel de la littérature de science-fiction québécoise.  Il est membre du conseil d'administration en 1984 et de 1989 à 1999, assumant entre autres la vice-présidence de 1994 à 1999.
En 1987, il devient critique de fiction dans l'opus annuel de L'année de la science-fiction et du fantastique québécois.  Il est membre du comité de rédaction de la revue Solaris dont il est le directeur littéraire de 1990 à 1994, et coordonnateur de 1992 à 1996 (période durant laquelle le magazine a remporté trois prix Aurora).  Il est d'ailleurs en 1995 coanthologiste avec Yves Meynard de Escales sur Solaris, une anthologie pour l'anniversaire du magazine.  En 1996, il est président d'honneur du Salon du livre de l'Abitibi-Témiscamingue; dont il avait été précédemment le responsable de la programmation en 1991. 
Son œuvre fantastique (principalement représentée par les romans La mémoire du lac, La peau blanche et L'aile du papillon) a été maintes fois comparée pour son style à celui de Stephen King, tant par la critique que par ses éditeurs.  En 1997, il reçoit le mandat de scénariser La peau blanche pour le cinéma.  Le film de Daniel Roby basé sur son œuvre paraît en 2004.
Après avoir quitté l'Abitibi, il demeure à Saint-Séverin (Mékinac), toujours au Québec. Il a malheureusement perdu son combat contre la leucémie le 30 mai 2015 à l'âge de 57 ans.
En son hommage, un prix littéraire a vu le jour en 2016, le prix Joël-Champetier, récompensant les auteurs de nouvelles, non canadiens, francophones.

## Œuvres

### Livres
- La Mer au fond du monde (Roman jeunesse, Éditions Paulines, Jeunesse-pop 71, 1990)
- La Requête de Barrad* (Roman jeunesse, Paulines, Jeunesse-pop 73, 1991)
- La Prisonnière de Barrad* (Roman jeunesse, Paulines, Jeunesse-pop 76, 1991)
- La Taupe et le Dragon (Roman, Québec/Amérique, Littérature d'Amérique, 1991) 
  - Reparution en version finale en 1999 (Alire, Roman 025)
  - Version anglaise : The Dragon's Eye (Tor, 1999)
- Le Jour-de-trop (Roman jeunesse, Paulines, Jeunesse-pop 85, 1993)
- Le Voyage de la sylvanelle* (Roman jeunesse, Paulines, Jeunesse-pop 88, 1993)
- La Mémoire du lac (Roman, Québec/Amérique, Sextant 3, 1994) 
  - Reparution en version finale en 2001 (Alire, Roman 043, 2001)
- Le Secret des sylvaneaux* (Roman jeunesse, Paulines, Jeunesse-pop 93, 1994)
- Le Prince Japier (Roman jeunesse, Paulines, Jeunesse-pop 98, 1995)
- Escales sur Solaris (anthologiste en collaboration avec Yves Meynard, Vents d'Ouest, 1995)
- La Peau blanche (Alire, Roman 006, 1997) 
  - Reparution en grand format en 2004 (Alire, GF 02)
- Cœur de fer (Recueil de nouvelles, Orion, Science-fiction, 1997) (France)
- L'Aile du papillon (Alire, Roman 028, 1999)
- Cycle de L'Univers de Contremont
  - Les Sources de la magie (Alire, Roman 054, 2002)
    - Reparution sous le même titre (Bragelonne, 2005) (France)

  - Le Voleur des steppes (Alire, Roman 2007)
  - Le Mystère des Sylvaneaux (Alire, Roman 129, 2009)
    - Réédition retravaillée et enrichie de la série de quatre livres jeunesse, publiés chez Paulines
- RESET – Le Voile de lumière (Alire, Roman 139, 2011)

### Nouvelles
- Le chemin des fleurs (Solaris 41, 1981) 
  - Reparution dans Aurores Boréales 1 (Le Préambule, 1983)
- Le nettoyage de la Compté (Pour ta belle gueule d'ahuri 5, 1982) 
  - Reparution dans Épitaphe 4 (1998)
- Bébé, Stan' et moi (Solaris 50, 1983)
- Elle a soif (imagine... 21, 1984)
- Poisson-soluble (Solaris 59, 1985) 
  - Reparution dans Aurores Boréales 2 (Le Préambule, 1985)
  - Version anglaise : in Tesseracts 2 (Press Porcépic, 1987)
  - Reparution dans Northern Stars (Tor, 1994)
- Retour sur Colonie (Solaris 75, 1987, en collaboration avec Élisabeth Vonarburg)
- Les vents du temps (Samizdat 8, 1987) 
  - Version anglaise : in Tesseracts 3 (Press Porcépic, 1990)
- Survie sur Mars in L'Année de la science-fiction et du fantastique Québécois 1987 (Le Passeur, 1988) 
  - Reparution dans Yellow Submarine 104 (1993)
  - Reparution dans Cœur de fer (Orion, 1997)
- Salut Gilles! (Solaris 79, 1988)
- En petites coupures (Færie 5, 1989)
- Le jour-de-trop (Solaris 87, 1989)
- Karyotype 47, XX, +21 in Sous des soleils étrangers (Les Publications Ianus, 1989) 
  - Reparution dans Cœur de fer (Orion, 1997)
- Ce que Hercule est allé faire chez Augias, et pourquoi il n'y est pas resté in L'Année de la science-fiction et du fantastique Québécois 1989 (Le Passeur, 1990) 
  - Reparution dans Yellow Submarine 102 (1993)
  - Reparution dans Cœur de fer (Orion, 1997)
- Cœur de fer (Solaris 93, 1990) 
  - Reparution dans Escales sur Solaris (Vents d'Ouest, 1995)
  - Reparution dans Cœur de fer (Orion, 1997)
  - Version anglaise : in Tesseract Q (Tesseracts Books, 1996)
- À fleur de peau (Fusion/Nouvelle Génération 6, 1990) 
  - Reparution dans N'Gak & Cie (1998)
- Anciennes cicatrices (imagine... 59, 1992) 
  - Reparution dans Panorama de la littérature québécoise (Guérin, 1997)
- Luckenbach, les mathématiques, et autres dangers de Montréal (Solaris 100, 1992)
- Petite peste in Par chemins inventés (Québec/Amérique, Clip 10, 1992)
- Dieu, 1, 0 in L'Année de la science-fiction et du fantastique Québécois 1990 (Le Passeur, 1993)
- Esclaves du sable (in Décollages, imagine..., 1994)
- Visite au comptoir dénébolien in Sourires (L'A Venir, 1994) 
  - Reparution dans Cœur de fer (Orion, 1997)
- Icabod Icabod Crane in La Maison douleur (Vents d'Ouest, Ado 2, 1996)
- Badelaire l'assassin in Concerto pour six voix (Médiaspaul, Jeunesse-pop 121, 1997)
- À la main (Solaris 125, 1998)
- Les Amis de la Forêt» (extrait), in Roberval fantastique (Ashem fictions, 1998)
- Créatures de poussière (Horrifique 25, 1998)
- Huit Harmoniques de Lumière (Solaris 136, 2001)

## Prix littéraires
- 1982 : prix Boréal (ex æquo) (pour Le chemin des fleurs)
- 1989 : prix Casper (pour Survie sur Mars)
- 1991 : prix Boréal volet roman (pour La Mer au fond du monde)
- 1991 : prix Boréal volet nouvelle (pour Cœur de fer)
- 1992 : prix Boréal (ex æquo) (pour La Taupe et le Dragon)
- 1995 : prix Aurora (pour La Mémoire du Lac)
- 1995 : grand prix de la science-fiction et du fantastique québécois (pour La mémoire du lac, Le secret des sylvaneaux, Visite au comptoir dénébolien et Esclave du sable).
- 2017 : prix hommage visionnaire (pour l'ensemble de son œuvre)[3],[4],[5].

Il a de plus été finaliste en 1984 et 1985 au concours de scénarios de Radio-Québec (maintenant Télé-Québec), en 1992 au prix Québec/Wallonie-Bruxelles en 1992 ainsi qu'au 12/17 du prix Brive/Montréal en 1993 (pour Le jour-de-trop).

## Prix Joël-Champetier

### Historique
Le prix Joël-Champetier est un prix littéraire, décerné annuellement par la revue Solaris depuis 2016. Il vise à récompenser un auteur de nouvelles non canadien, écrivant en français, dans les domaines de la science-fiction, du fantastique et de la fantasy.
Le premier prix a été décerné aux Utopiales de Nantes en 2016.
Le lauréat perçoit un prix de 1 000 euros. L'œuvre gagnante est publiée dans la revue Solaris.

### Lauréats
- 2016 : Olivier Paquet pour Graine de fer
- 2017 : Feldrik Rivat pour Le Contrat Antonov-201
- 2019 : Chloé Jo Bertrand pour Chasseuse de soleil
- 2020 : Christian Léourier pour Ismaël, Elstramadur et la destinée
- 2021 : Anne Wattel pour Les Yeuses de Noire-Épine
- 2022 : Christian Léourier pour L'Auberge au bord du monde